# ريتشارد توماس (كاهن أنجليكاني)
ريتشارد توماس (بالإنجليزية: Richard Thomas)‏ هو كاهن أنجليكاني أسترالي، ولد في 1881 في Lydney ‏ في المملكة المتحدة، وتوفي في 1958.